# Georg Kutterer

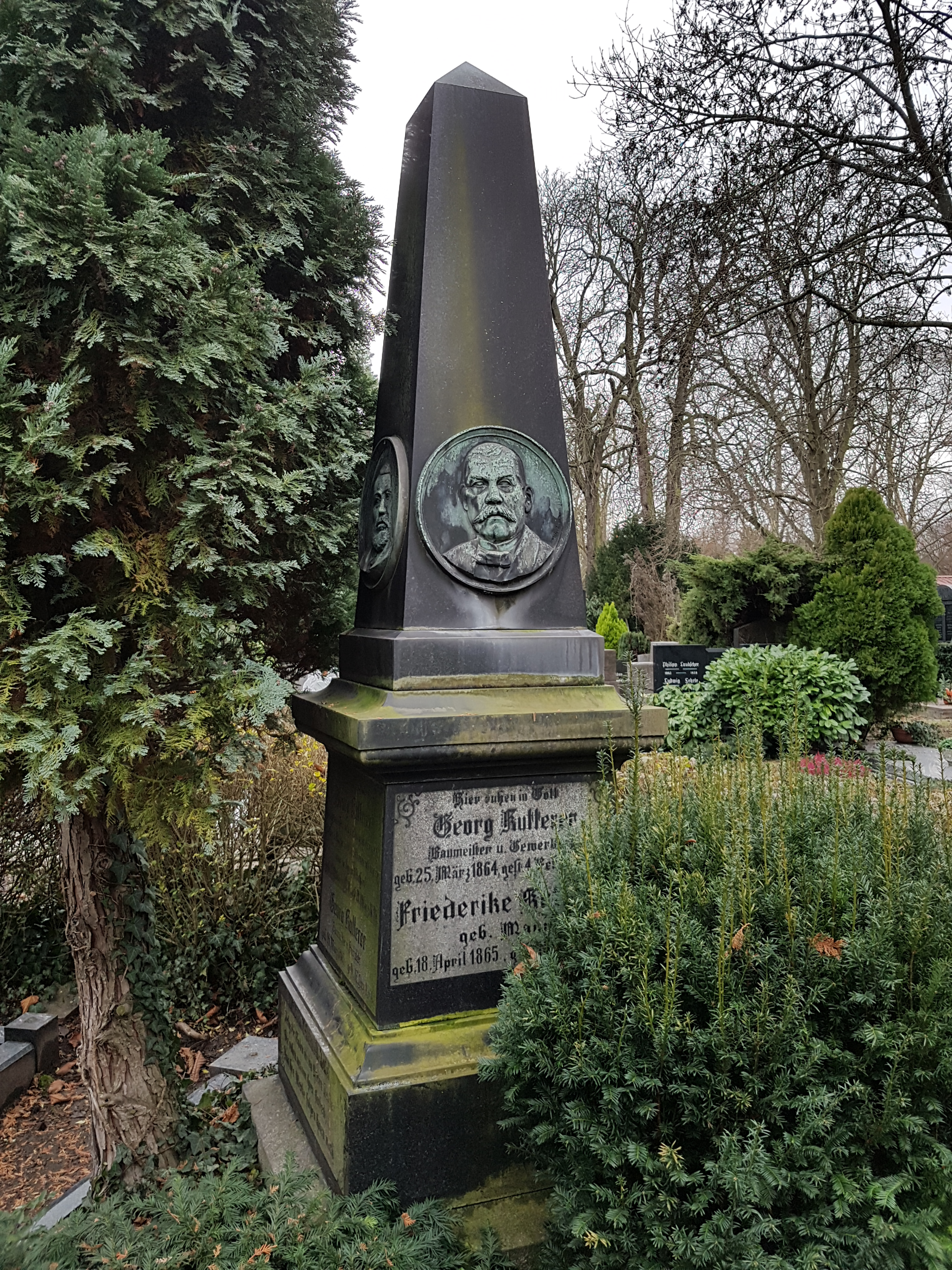
Grab Kutterers auf dem Ludwigshafener Hauptfriedhof

Georg Kutterer (* 2. Oktober 1828; † 19. März 1896) war ein Zimmerermeister und Kommunalpolitiker.
Kutterer war vom 4. April 1872 bis zum 31. Dezember 1889 Bürgermeister von Ludwigshafen am Rhein. Er war Mitglied der Handels- und Gewerbekammer zu Ludwigshafen. Nach ihm ist die Bürgermeister-Kutterer-Straße nahe dem Ludwigshafener Hauptbahnhof benannt. Kutterer wurde auf dem Hauptfriedhof Ludwigshafen am Rhein beerdigt.